# Mijo Čuić
Mijo Ivan Čuić  (Bukovica, 10. studenog 1882. – Mostar, 8. siječnja 1959.) bio je hrvatski katolički svećenik iz reda franjevaca i kulturni djelatnik.

## Životopis
Srednju školu je završio u Širokom Brijegu 1900. godine te je zatim stupio u Franjevački red. Teologiju je studirao u Mostaru (1901.–1905.) i Fuldi (1905.–1906). Za svećenika je zaređen 1905. godine. Bio je kapelan i odgojitelj franjevačkog podmlatka u Humcu (1906.–1913.) te zatim odgojitelj bogoslova u Mostaru (1913.–1914). Zatim je bio župnik u Duvnu (1914.–1919, 1921.–1941.).
Od 1919. do 1921. skupljao je među američkim Hrvatima pomoć za gradnju crkve i Tomislavova doma u spomen 1000. obljetnice Tomislavove krunidbe. U Duvnu je zatim predvodio gradnju crkve, franjevačkog samostana i Hrvatskog doma.
Od kralja Aleksandra I. Karađorđevića je 1928. tražio da se Duvno preimenuje u Tomislavgrad, čemu kralj udovoljava. Njegovim je trudom velik prihod od prodaje poštanskih maraka povodom tisućite godišnjice Hrvatskoga Kraljevstva koje je izdala Kraljevina SHS išao za izgradnju crkve.
U rukopisu je ostavio djelo „Povijest Duvna”.

### Članci
- Nikić, Andrija. 1993. Čuić, Mijo. Hrvatski biografski leksikon. Zagreb.  journal zahtijeva |journal= (pomoć)

### Mrežna sjedišta
- Jolić, Robert. Ususret 1100. obljetnici Hrvatskoga kraljevstva. samostan-tomislavgrad.info. Pristupljeno 10. srpnja 2024.